# دوراند (میشیگان)
دوراند، میشیگان (به انگلیسی: Durand, Michigan) یک شهر در ایالات متحده آمریکا با جمعیت ۳٬۴۴۶ نفر است که در میشیگان واقع شده‌است.

## موقعیت جغرافیایی
موقعیت جغرافیایی شهرها و مناطق اطراف به شرح زیر است: